# Маданг
Маданг е провинция на Папуа Нова Гвинея. Площта ѝ е 28 886 квадратни километра и има население от 493 906 души (по преброяване от юли 2011 г.). Намира се в часова зона UTC+10. Разделена е на 6 окръга.